# Південна Сьєрра-Мадре
17°33′ пн. ш. 100°18′ зх. д. / 17.55° пн. ш. 100.3° зх. д.
Південна Сьє́рра-Ма́дре (ісп. Sierra Madre del Sur) — давня гірська система на півдні Мексики, витягнута на 1000 км уздовж берега Тихого океану. Проходить від південної частини штату Мічоакану через штат Герреро до Теуантепецького перешийка на сході штату Оахаки. На півночі Оахаки з'єднується з Трансмексиканським вулканічним поясом, але на заході їх розділяє долина річки Бальсасу та її притоки Тепалькатепеку. Ширина хребта — до 300 км. Найвища точка — гора Теотепек (3703 м), розташована в центральній частині штату Герреро.
Попри те, що лише окремі вершини перевищують 3000 м, система важкодоступна та служить серйозною перешкодою для транспортних зв'язків між тихоокеанським узбережжям і внутрішніми районами Мексики. Гірські вершини, розташовані в південній частині штату Мічоакану (у районі муніципалітету Коалкоману), відокремлені від хребта глибоким каньйоном річки Бальсасу, але, як правило, вважаються складовою частиною хребта. Висота перешийка Теуантепецького перешийка невелика (до 650 м), тому він служить кордоном із гірською системою Сьєрра-Мадре-де-Чіапас, що розташовується на південному сході країни.
Система складена в основному докембрійськими кристалічними породами, у внутрішніх долинах — мезозойськими осадовими, прорваними інтрузіями гранітів. Сейсмічний район. На північному схилі, в басейні річки Бальсасу, одне з найбільших у Мексиці родовищ залізної руди Лас-Тручас. Є родовища срібла, золота, поліметалів. 
Верхня частина гір вкрита хвойно-жорстколистими лісами, на нижніх ділянках схилів — тропічні рідколісся, чагарники і літньозелені ліси. На південних схилах — плантації тропічних культур.